# 雙溪公園
雙溪公園位於臺灣臺北市士林區的雙溪口，坐落於至善路、福林路交界處，計畫面積6.8公頃，1974年陽明山管理局闢建完成2公頃。由名景觀設計師胡國禮設計監造。公園地形平坦，呈三角形，庭園設計仿照傳統庭園格局佈置。
雙溪公園座落在至善路和福林路相交的三角地帶，於1974年（民國63年）闢建，面積約2公頃。「雙溪」顧名思義，是因為有兩條溪水匯聚形成。園內處處表達了江南景觀之美，景致古色古香、花團錦簇、美不勝收，這裡也經常成為新人拍攝婚紗取景的地點。

## 外部連結
- 雙溪公園  臺北旅遊網 （页面存档备份，存于）
- 雙溪公園 - 公園走透透